# The Bells (canção de Billy Ward and His Dominoes)
"The Bells" é uma canção rhythm and blues escrita por Billy Ward e Rose Ann Marks e gravada por Billy Ward and The Dominoes em  1952, com Clyde McPhatter no vocal tenor. Foi lançado pela Federal Records como Lado B do single "Pedal Pushin' Papa". Foi um sucesso maior que a canção do Lado A, atingindo o número 3 da parada R&B. ("Pedal Pushin' Papa" alcançou o número 4 da R&B.)

## Versão de James Brown
"The Bells" teve um papel importante no início das carreiras de James Brown e dos The Famous Flames. Em suas apresentações no chamado  chitlin' circuit o grupo representava a estória de luto contada na letra, empurrando uma boneca pelo palco representando a mulher morta, dentro de um carrinho de bebê. Enquanto passavam por Brown, ele caía de joelhos chorando e soluçando, eventualmente com "Please, Please, Please" na sequência. A rotina era tão popular que as plateias, algumas vezes, se tornavam enfurecidas se o grupo tentasse apresentar a canção sem a cena.
Brown gravou "The Bells" em 1960 como seu primeiro single pela King Records. Alcançou o número 68 da parada Billboard pop.